# Robin van Kampen
Robin van Kampen (14 november 1994, Bussum) is een Nederlands internationaal grootmeester in het schaken. Van 2017 tot 2020 was hij werkzaam voor Chessbrah TV, een YouTube-kanaal voor schaken. Sinds 2020 werkt Van Kampen als onderzoeksanalist voor Caption Partners in New York.

## Schaakcarrière
Van Kampen won in 2009 het eerste Batavia Schaaktoernooi in Amsterdam (gedeeld eerste met Ilan Manor), werd in mei Nederlands kampioen tot 20 jaar, in september tweede op het Europees kampioenschap in Fermo tot 16 jaar en speelde in december in het Schaakfestival Groningen een tweekamp tegen Jan Timman die hij met 1½ - 2½ verloor.
Hij behaalde zijn drie IM-normen in 2009 bij het Batavia Schaaktoernooi, twee weken later in Kapelle (Frankrijk) en in juli door het winnen van de meestertienkamp in het Atlantis schaaktoernooi in Groningen. 
Van Kampen werd in 2011 de jongste in Nederland geboren grootmeester (op de leeftijd van 16 jaar, 8 maanden en 17 dagen). In 2015 nam Jorden van Foreest dat record over met 16 jaar, 4 maanden en 15 dagen. Grootmeester werd hij op grond van zijn prestaties tijdens het BDO Schaaktoernooi in Haarlem in 2010, het Kersttoernooi in Groningen in hetzelfde jaar en het Helmut-Kohls-Turnier in Dortmund in 2011. (Anish Giri is met 14 jaar en 7 maanden de jongste grootmeester die ooit voor Nederland uitkwam).
Hij begon zijn schaakcarrière bij de Baarnse Schaakvereniging (Baarn). Later ging hij bij het Hilversums Schaakgenootschap (Hilversum) spelen. Met ingang van het seizoen 2012-2013 kwam hij voor het Haarlemse Chesscool uit. Het seizoen hierna is hij voor BSG uit Bussum gaan spelen. 
In 2014  werd hij tweede bij het Reykjavik Open met 8 punten uit 10 partijen.
Sinds 2020 is Van Kampen werkzaam bij het financiële bedrijf Caption Partners in New York. Hoewel hij sinds 2018 geen schaaktoernooien meer speelde, had hij anno 2024 met een rating van 2658 nog steeds de derde hoogste Nederlandse rating.